# ويلي وايس
ويلي وايس (بالإنجليزية: Willie Wise)‏ مواليد 3 مارس 1947 في سان فرانسيسكو، هو لاعب كرة سلة أمريكي معتزل. بدأ مسيرته الاحترافية في سنة 1969. تم اختياره من قبل فريق غولدن ستايت ووريورز خلال الدرافت. حمل الرقم 42. يبلغ طوله 6 قدم 5 بوصة (2.0 م). اعتزل اللعب في 1977. أحرز خلال مسيرته في الإن بي إيه 9727 نقطة بمعدل 17.6 نقطة في المباراة الواحدة.

## روابط خارجية
- ويلي وايس على موقع إن بي أي (الإنجليزية)
- ويلي وايس على موقع سبورتس رفرنس (الإنجليزية)
- ويلي وايس على موقع كلية كرة السلة في سبورتس رفرنس.كوم (الإنجليزية)
- ويلي وايس على موقع ريلجم (الإنجليزية)
- ويلي وايس على موقع بروبوليرز (الإنجليزية)